# 扎列戈希
扎列戈希（羅馬化：Zalegoshchʹ）是俄罗斯奥廖尔州的市级镇、扎列戈希区行政中心及规模最大聚居地，地处奥廖尔州中东部，位于州府奥廖尔东方。伏尔加河流域祖沙河一支流涅鲁奇河（Неручь）流经镇西部，涅鲁奇河一支流扎列戈希河流经镇东部，两河在镇北部汇流。镇内设有同名铁路车站。
该地2022年人口有4,782人；2010年人口5,338；2002年人口6,005；1989年人口5,744。